# 死を呼ぶ暗号
『死を呼ぶ暗号』（しをよぶあんごう、英: The Blind Banker）は、BBCが2010年に制作したドラマ『SHERLOCK』のシーズン1・エピソード2である。『踊る人形』"The Adventure of the Dancing Men"（1903年）及び『恐怖の谷』"The Valley of Fear"（1914年）を原案としている。

## あらすじ
シャーロックは大学時代の学友セバスチャン・ウィルクスに、彼の投資銀行で起きた不法侵入事件を解決してほしいと頼まれる。夜中に何者かが侵入記録を残さず侵入し、前会長の部屋へ落書きをして立ち去ったというのだ。シャーロックとジョンが部屋を見に行くと、そこには黄色いペンキで謎の文字が書き残されていた。シャーロックはセバスチャンの示した手付金を受け取らずに立ち去ってしまうが、丁度お金に困っていたジョンはシャーロック宛の小切手を受け取って帰る。
シャーロックは落書きの見える席を探し、落書きが香港相手のトレーダーであるヴァン・クーン宛てのメッセージだと気付く。シャーロックとジョンはその足でヴァン・クーンの自宅へ向かうが、ベランダの鍵が開いており、彼は寝室で射殺されていた。担当刑事のディモック警部補は自殺だとするが、左利きのヴァン・クーンの右側頭部に傷があったことから、シャーロックはこれが殺人だと見抜く。
ジョンは当座の生活資金を稼ぐため、代理医師の面接に向かい、同じく医師で面接官のサラに出会う。面接を終えて帰ってきたジョンに、シャーロックは前夜起きた殺人事件を示す。フリーのジャーナリスト・ルーキスが、密室でヴァン・クーンと同じ手口で殺されていたのだ。シャーロックはディモック警部補を説き伏せ、ジョンと共にルーキスの部屋を調査しに行く。シャーロックは、2人を殺した犯人は、壁をよじ登って部屋へ侵入し、銀行にも同じ手口で侵入したと推理する。ルーキスが本を借りた図書館に向かった2人は、再び黄色のペンキで描かれた文字を見つける。また、ストリートアートを描いているラズに頼み、同じようなペイントが無いか探させる。
ヴァン・クーンの秘書アマンダに会ったシャーロックと、スコットランド・ヤードでルーキスの手帳を受け取ったジョンは、彼が大連に行った事実を突き止め、別々のアプローチでウエスト・エンドの中華街に至る。ヴァン・クーンとルーキスが訪れた雑貨店に入った2人は、値札に描かれた数字から、ペンキの文字が蘇州碼子だったことに気付く。シャーロックは雑貨店が密輸品の荷下ろし場になっており、どちらか一方が密輸品をくすねたために2人とも殺されたと推理する。また彼は、玄関に放置されたままの荷物から、雑貨店の隣にあるスーリンの下宿が気になって侵入してみるが、部屋に潜んでいた男に絞め殺されかける。
シャーロックとジョンは、下宿に残されていた同僚の手紙からスーリンの職場だった美術館に向かうが、倉庫の美術品にも蘇州碼子のメッセージが残されていた。美術館を出た2人は、ラズの知らせで落書きの捜索を始め、ジョンは線路脇にメッセージを見つけて写真を撮る。もう一度美術館に戻って張り込んでいたシャーロックとジョンは、急須の手入れに戻って来たスーリンに会って話を聞く。
スーリンは中国出身で、親を早くに亡くした。その後、兄ジジューと2人で、「黒い蓮」という名の堂（トン (Tong (organization)) ）に入り、麻薬や美術品の密輸に関わっていた。何とか逃げ出してイングランドにやってきたものの、組織に見つかってしまう。盗まれた密輸品の追跡を手伝うよう命令を伝えに来たのは暗殺者として成長した兄ジジュー。彼女は申し出を断り、組織から逃げるため身を隠していたのだった。
スーリンの話を聞き終わったシャーロックは、彼女にジョンが撮影した暗号を解読するよう求める。そこに彼女の兄ジジューが現れ、スーリンは殺されてしまう。
ディモック警部補に「黒い蓮」の存在を信じ込ませるため、シャーロックは彼を連れてバーツに向かい、ヴァン・クーンとルーキスの遺体の足にトンの印があることを確かめさせる。シャーロックとジョンは、美術品のオークションの日程と被害者2人の旅行日程が一致することに気付き、暗号を解くために彼らの所蔵本を警察から取り寄せ、ベーカー街に運ばせる。
翌夜ジョンとサラはデートとして、シャーロックに勧められたサーカスの特別公演を観に行く。そこにはサーカスが「黒い蓮」の隠れ蓑だと考えたシャーロックも来ていた。公演中に舞台裏を探りに行ったシャーロックは、「黒い蓮」の一員と揉み合いになる。シャーロックたちは劇場を出て警察に通報するが、劇場は既にもぬけの殻になっていた。3人はベーカー街に帰り、シャーロックは暗号の解読を試みる。シャーロックはスーリンの使った本を探しに行くが、下宿を出たところで観光客が持っていたガイドブック"LONDON A-Z"が暗号を解くための鍵だと気付く。しかしシャーロックが家を空け暗号を解いている隙に、ジョンとサラは「黒い蓮」に誘拐されてしまう。
これまでの行動からシャーロックと誤解されたジョンは、サラと共に誘拐されて古い市電の軌道に連れて来られる。サラを椅子に縛り付け、サーカスで使われたバネ仕掛けの矢の前に固定し、シャン将軍はジョンを脅迫する。暗号を解読して密会の場所を突き止めたシャーロックは危機一髪で市電軌道に辿り着く。ジョンとサラを助けることには成功するが、シャン将軍は取り逃がす。
シャーロックとジョンは、翌朝投資銀行に向かい、セバスチャンの依頼を解決、ヴァン・クーンがくすねて秘書のアマンダに渡した「900万ポンドの翡翠のピン」を回収する。
最終シーン、シャン将軍はネット電話で、「M」と名乗る黒幕に仕損じたことを報告している。「M」は顔を見せず、テキストだけで通信しているが、シャン将軍が秘密は漏らさないと誓った所で、彼女の額にレーザー照準が当たり、銃声が聞こえて彼女が消されたことが示唆される。

## キャスト
シャーロック・ホームズ
演 - ベネディクト・カンバーバッチ、声 - 三上哲
ジョン・ワトスン
演 - マーティン・フリーマン、声 - 森川智之
ハドソン夫人
演 - ユーナ・スタッブス、声 - 谷育子
サラ
演 - ゾーイ・テルフォード、声 - 小林さやか
モリー・フーパー
演 - ルイーズ・ブリーリー、声 - 片岡身江
スーリン・ヤオ
演 - ジェンマ・チャン、声 - 花村さやか
アンディ・ガルブレイス
演 - アル・ウィーヴァー、声 - 不明
セバスチャン・ウィルクス
演 - バーティー・カーヴェル、声 - 乃村健次
エディ・ヴァン・クーン
演 - ダン・パーシヴァル、声 - 不明
ディモック警部補
演 - ポール・チェカー、声 - 小松史法
ブライアン・ルーキス
演 - ハワード・コギンズ、声 - 不明
ラズ
演 - ジャック・ベンス、声 - 不明
アマンダ
演 - オリヴィエ・プーレ、声 - 不明
オペラ歌手 / シャン将軍
演 - サラ・ラム、声 - 磯辺万沙子

## スタッフ
- 脚本 - スティーヴ・トンプソン（英語版）
- 制作者 - スティーヴン・モファット、マーク・ゲイティス
- 監督 - ユーロス・リン（英語版）
- プロデューサー - スー・ヴァーチュー
- 音楽 - デヴィッド・アーノルド、マイケル・プライス（英語版）
- 撮影監督 - スティーヴ・ローズ
- 美術監督 - アーウェル・ウィン・ジョーンズ
- 編集 - マリ・エヴァンズ
- エグゼグティブ・プロデューサー（PBS マスターピース） - レベッカ・イートン
- エグゼグティブ・プロデューサー（BBC） - ベサン・ジョーンズ
- 製作総指揮 - スティーヴン・モファット、マーク・ゲイティス、ベリル・ヴァーチュー

## 原作との対比
原案は『踊る人形』"The Adventure of the Dancing Men"（1903年）及び『恐怖の谷』"The Valley of Fear"（1914年）である。
お金に困ったジョンがシャーロックのカードを借りるシーンは、原典『踊る人形』でワトスンがホームズに小切手を託しているシーンに由来する。また、投資銀行からの帰り、シャーロックは「ヴァン・クーンという名は電話帳には少ない」と返すが、『三人ガリデブ』中には、ガリデブという珍しい名字を電話帳で探すシーンがある。シャーロックはセバスチャンからの手付金を断っているが、この「仕事（事件）こそが報酬」という姿勢は、原典『まだらの紐』『ノーウッドの建築業者』でのホームズの姿勢と合致する。また、ジョンとサラの救出後、シャーロックはこの事件をディモック警部補の手柄にするよう伝えるが、これは『ノーウッドの建築業者』を始め、原典のあちこちで見られるホームズの姿勢である。
シャーロックは大学時代の学友セバスチャンから事件解決を依頼されるが、『五粒のオレンジの種』『マスグレーヴ家の儀式』は、どちらもホームズが大学時代の学友から依頼を受ける作品である。
原典中で暗号が扱われる作品としては『踊る人形』と『恐怖の谷』が有名である。ドラマのように本を使った暗号は、『恐怖の谷』冒頭に出てくる。「誰でも持っているような本」として、原典ではホイッテカー年鑑、ドラマでは"LONDON A-Z"（ロンドンのストリート名などを詳細に記した地図 (Geographers' A–Z Street Atlas) ）が使われる。また、あちらこちらに謎の暗号が残されている点は、『踊る人形』での暗号と類似している。
バーツにやってきたシャーロックが、モリーに「仕事中は頭が鈍るから食べない」と話す。これは『マザリンの宝石』で、ハドスン夫人へ「あさっての7時半に食事を頼む」と答えるホームズと同様である。
最終シーンでシャン将軍は窓越しに射殺されるが、これは『空き家の冒険』でモラン大佐が使った方法である。

## 設定・制作秘話
シャド・サンダーソン投資銀行のシーンは、ロンドンの高層ビル・タワー42で撮影された。また、「ガーキン」の愛称で知られる30セント・メリー・アクスも登場する。また、トラファルガー広場や大英博物館なども映像中に登場するが、これは「ロンドン的」なビジュアルを求めて行ったものであることが、シーズン1のメイキングで語られている。ハンガーフォード橋でも撮影が行われた。
美術品のオークションサイトとして、ロンドンのオークションハウス・クリスティーズに名前のよく似た「クリスピアンズ」というサイトが語られる。スーリンやアンディが勤めていた「国立古美術品博物館」(National Antiquities Museum) は架空の博物館であり、撮影はカーディフのカーディフ国立博物館で行われた。
スーリンは中国出身でトン (Tong (organization)) と呼ばれる組織に属していたことが語られるが、シャン将軍が裏切り者の印として作っている折り紙自体は、日本の文化である。また、密輸組織の「黒い蓮」は、文化大革命時に隠匿された骨董品を密輸している設定である。
元々の稿には、ジョンが銀行からの解決報酬を使って、彼女の勤めていた博物館にスーリン名義で寄付するシーンが含まれていたが、削除されている（脚本131ページ、場面122〜123）。また、同様に削除されたシーンから、盗品の翡翠のピンは則天武后の所有品だったことが示唆される（脚本131ページ、場面121）。
ジョンが投げたペンをシャーロックが受け取るシーンでは、カンバーバッチはフリーマンの方向を見ずに受け取っている。ふたりは1回目の撮影で成功させたが、技術的問題でミステイクとなり、その後失敗を重ねてようやく成功した。